# Benediktinerpropstei Belecke
Bei der Benediktinerpropstei Belecke handelte es sich um eine Gründung des Klosters Grafschaft aus dem 13. Jahrhundert. Sie beherbergte einen Propst, dessen Hauptaufgabe das Chorgebet war. 1804 wurde die Propstei im Zuge der Säkularisation aufgehoben. Das Propsteigebäude wurde danach als Wohnung des Pfarrers genutzt. 

## Geschichte und Entwicklung
Kloster Grafschaft hatte in Belecke seit dem 11. Jahrhundert Einkünfte aus Grundbesitz und Zehnteinnahmen. Erstmals lässt sich ein Propst in Belecke fürs Jahr 1244 urkundlich nachweisen. 1270 erhält der Abt des  Klosters das Recht der Besetzung der Propstei bestätigt. In diesem Zusammenhang ist erstmals von der „prepositura Belike“ die Rede. 
Während der meisten Zeit ihres Bestehens lebte und wirkte in der Propstei nur ein Propst. Nur um 1628 war ihm ein Kaplan zur Seite gestellt. Der aus den Reihen von Kloster Grafschaft entsandte Propst behielt in der Regel seine Stellung bis zu seinem Lebensende bei. Er bezog ums Jahr 1800 Einkünfte aus etwa 300 Morgen Land, die zum Teil in Eigenbewirtschaftung genutzt wurden und zum anderen Teil parzellenweise verpachtet waren. 
Der Propst verrichtete das Chorgebet in seiner Hauskapelle, der so genannten Prälatenkapelle. An Sonn- und Feiertagen zelebrierte er dieses Gebet mit Unterstützung von sechs Laienchoralen in der Pfarreikirche.
Am 1. März 1804 wurde die Propstei von den neuen hessischen Landesherren aufgehoben. Die der Propstei zugehörige Kirche blieb auch weiterhin Pfarrkirche. Die Propstei diente als Wohnung des Pfarrers. Vier Jahre später brannte das Propsteihaus ab. Dabei wurde auch das Propsteiarchiv zu großen Teilen vernichtet. Danach wurde das Gebäude als Pfarrhaus wieder neu errichtet. Die Reste des Archivs liegen seit der Zeit im Pfarrarchiv zu Belecke. Ein Teil der Bibliothek gelangte in die Erzbischöflich-Akademische Bibliothek nach Paderborn.

## Liste der Pröpste
| - 1244–1257 Heinrich - 1284/1303 Adolf Edelherr von Grafschaft - 1421/1441 Goddert von Dobber - ohne Jahr Cord Dockel - 1457 Antonius von Visbecke - ohne Jahr Alexander - 1478 Goddert von dem Loe - 1509 Goddert von Hanxleden - 1517 Mattheus von Pfaffendorf - 1538/1539 Mathias - ohne Jahr Gottfried von Loen - 1551/1552 Alexander von Kocke - 1563–1571 Conrad von Bley - 1585/1598 Hermann Moiskraut - ohne Jahr Kaspar Molitor - 1609/1618 Antonius Schütte - 1633/1636 Godschalk Kampmann | - 1636–1642 Ludolf Humbracht - 1642–1670 Michael Crusen - 1670–1681 Marianus Böding - 1683 Maurus Rüting - 1683–1695 Heinrich Brüning - 1695–1715 Benedikt Bottrich - 1715–1733 Kaspar Hilgenhövel - 1734–1744 Emmerikus Wilmes - 1744–1751 Bernard Leifferen - 1751–1754 Edmund Hense - 1754–1758 Marianus Geisthövel - 1758–1766 Plazidus Grevinger - 1766–1782 Gregor Heidelmann - 1782–1794 Kaspar Kropf - 1794–1802 Florentinus Pape - 1802–1804 Beda Behr |